# Sällskapet Idun

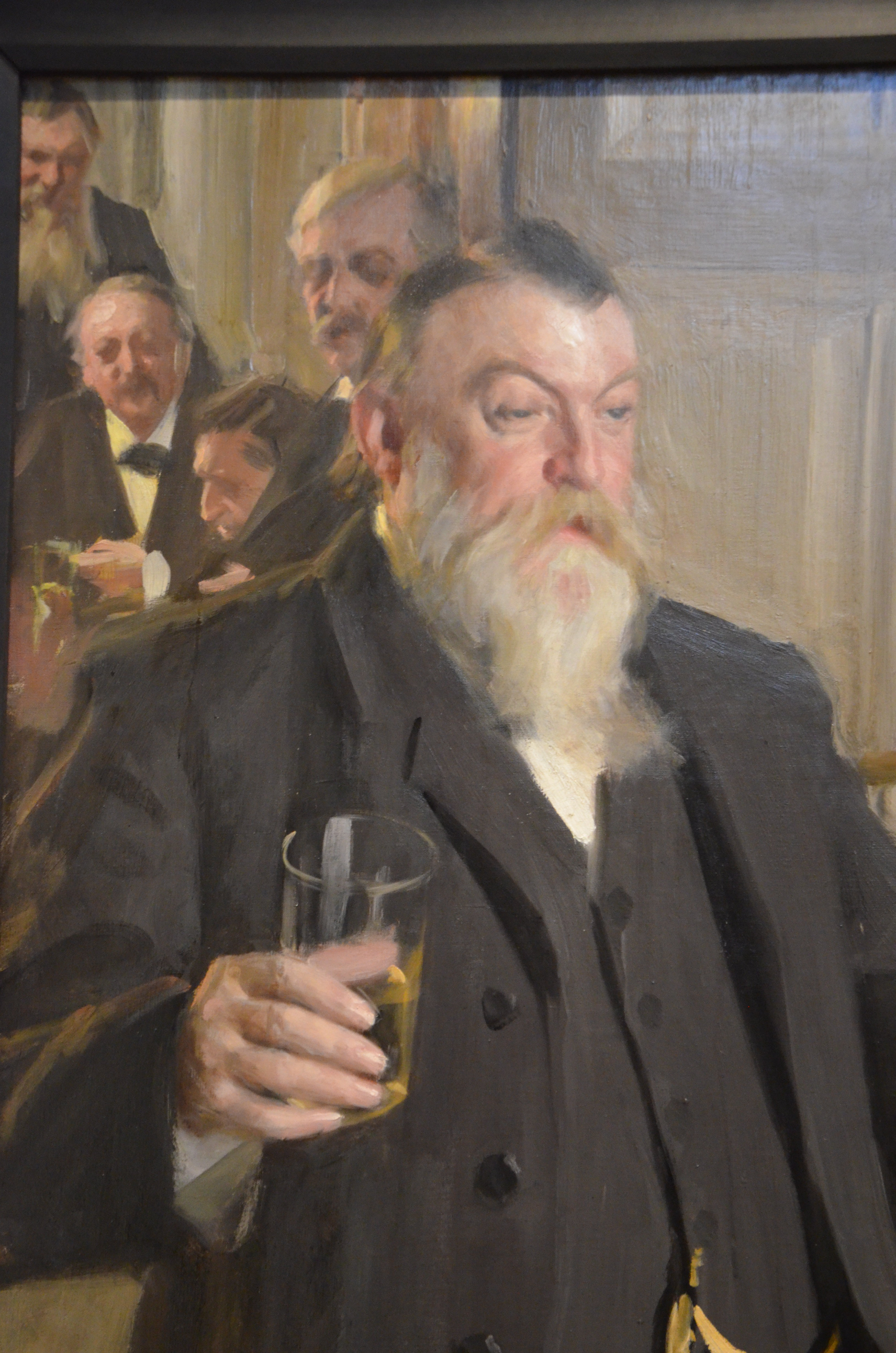
En skål i Idun, 1892, av Anders Zorn.

Sällskapet Idun är ett sällskap för män, grundat 1862 i Stockholm. 
Initiativtagare 1862 var konstnärerna och professorerna vid Fria Konsternas Akademi Edward Bergh och Johan Fredrik Höckert, tonsättaren Ivar Hallström, forskningsresanden och professorn vid Naturhistoriska Riksmuseet Adolf Erik Nordenskiöld, professorn och rektorn vid Karolinska Institutet Axel Key samt bibliotekarien vid Kungliga Biblioteket Harald Wieselgren. Den senare var under flera decennier i egenskap av sällskapets sekreterare den samlande och drivande kraften. Det är han som är huvudpersonen i Zorns målning En skål i Idun från 1892.

## Verksamhet
I stadgarna från 1862 angavs att föreningen var till för
i Stockholm bosatte män, hvilka åt vetenskap, vitterhet och konst på skilda banor egna verksamhet och intresse.
Sällskapets uppgift enligt senast reviderade stadgarna från 6 december 2000:
till uppgift att befordra samvaro mellan personer, verksamma inom olika kulturområden.
Sällskapet Idun har sammankomster en gång i månaden utom under sommarmånaderna med föredrag och konststunder vid vilka konstnärer ger inblickar i sina konstnärskap. Novembermötet ägnas åt musik.
Sällskapet leds av en årligen vald nämnd, vars ordförande utses inom nämnden. Sällskapets sekreterare ansvarar för det löpande arbetet tillsammans med en också i särskild ordning av årsmötet utsedd kassaförvaltare och en klubbmästare. Nya medlemmar väljs in i den ordning stadgarna föreskriver av nämnden på förslag av minst två medlemmar. Antalet medlemmar har under lång tid varit mellan 550 och 600.
Motsvarande föreningar för män på andra håll i landet med likartade program är Sällskapet Concordia i Örebro (också grundat 1862), Sällskapet Gnistan, även kvinnor, i Göteborg (grundat 1878) och Sällskapet Heimdall i Malmö (grundat 1891). I Danmark finns en motsvarande förening, Selskabet for Historie, Litteratur og Kunst och i Norge Andvake Foreningen.
Sällskapet Nya Idun är en förening i Stockholm som vänder sig till kvinnor och den grundades av Calla Curman 1885. Theodor Westrin lät 1912 teckna sällskapets historia i Några bidrag till sällskapet Iduns historia.
Asteroiden 176 Iduna har fått sitt namn efter sällskapet.